# Petr Bavor
Petr Bavor (7. listopadu 1943 Brno – 6. října 2011 tamtéž) byl český lední hokejista a československý reprezentant. Věnoval se také plavání, tenisu a fotbalu.

## Hokejová kariéra
V československé lize hrál za Spartak ZJŠ Brno, Duklu Jihlava (vojna), TJ Gottwaldov a Ingstav Brno. Dále hrál za ŽĎAS Žďár nád Sázavou a Slavoj Třešť.
V dresu Gottwaldova odehrál 205 prvoligových utkání, v nichž dal 99 branek a na 82 nahrál. Jeho spoluhráči v TJG byli mj. útočník Karel Heim a brankář Horst Valášek.

### Reprezentace
Nastoupil ve dvou oficiálních zápasech československého A-mužstva a v obou se mu podařilo jednou skórovat.
Debutoval v neděli 16. dubna 1967 v Karl-Marx-Stadtu (nyní Chemnitz/Saská Kamenice) a gólem, kterým v 1. minutě třetí třetiny zvýšil na průběžných 5:2 z pohledu hostů, přispěl k porážce domácího Východního Německa poměrem tři ku pěti. Naposled reprezentoval v neděli 26. listopadu téhož roku v pražském utkání se Švédskem a byl jediným střelcem Československa, které se svým tradičním soupeřem prohrálo 1:5.
Byl prvním hráčem Zlína/Gottwaldova, který reprezentoval v A-mužstvu ČSSR.

### Klubové statistiky
| Sezona         | Klub                  | Soutěž         | Základní část | Základní část | Základní část | Základní část | Základní část |
| Sezona         | Klub                  | Soutěž         | Z             | G             | A             | B             | TM            |
| -------------- | --------------------- | -------------- | ------------- | ------------- | ------------- | ------------- | ------------- |
| 1961/1962      | Spartak ZJŠ Brno      | 2. liga        | –             | –             | –             | –             | –             |
| 1962/1963      | Spartak ZJŠ Brno      | 1. liga        | –             | –             | –             | –             | –             |
| 1962/1963      | Dukla Jihlava         | 1. liga        | 10            | –             | –             | –             | –             |
| 1963/1964      | Dukla Košice          | 2. liga        | –             | –             | –             | –             | –             |
| 1964/1965      | TJ Gottwaldov         | 1. liga        | 31            | 13            | 6             | 19            | 18            |
| 1965/1966      | TJ Gottwaldov         | 1. liga        | 36            | 19            | 7             | 26            | 20            |
| 1966/1967      | TJ Gottwaldov         | 1. liga        | 36            | 23            | 9             | 32            | 2             |
| 1967/1968      | TJ Gottwaldov         | 1. liga        | 33            | 16            | 17            | 33            | –             |
| 1968/1969      | TJ Gottwaldov         | 1. liga        | 33            | 13            | 21            | 34            | –             |
| 1969/1970      | TJ Gottwaldov         | 1. liga        | 36            | 15            | 22            | 37            | –             |
| 1970/1971      | TJ Gottwaldov         | 2. liga        | –             | –             | –             | –             | –             |
| 1971/1972      | Ingstav Brno          | 2. liga        | –             | –             | –             | –             | –             |
| 1972/1973      | Ingstav Brno          | 2. liga        | –             | –             | –             | –             | –             |
| 1973/1974      | Ingstav Brno          | 2. liga        | –             | –             | –             | –             | –             |
| 1974/1975      | Ingstav Brno          | 2. liga        | –             | –             | –             | –             | –             |
| 1975/1976      | Ingstav Brno          | 1. liga        | 31            | 13            | 12            | 25            | –             |
| 1976/1977      | Ingstav Brno          | 2. liga        | –             | –             | –             | –             | –             |
| 1979/1980      | ŽĎAS Žďár nad Sázavou | 2. liga        | –             | –             | –             | –             | –             |
| 1980/1981      | ŽĎAS Žďár nad Sázavou | 2. liga        | –             | –             | –             | –             | –             |
| 1981/1982      | ŽĎAS Žďár nad Sázavou | 2. liga        | –             | –             | –             | –             | –             |
| 1982/1983      | ŽĎAS Žďár nad Sázavou | 2. liga        | –             | –             | –             | –             | –             |
| Celkem 1. liga | Celkem 1. liga        | Celkem 1. liga | –             | –             | –             | –             | –             |
| Celkem 2. liga | Celkem 2. liga        | Celkem 2. liga | –             | –             | –             | –             | –             |

### Hattricky
V I. lize zaznamenal pět hattricků.
- 19.11.1965: TJG – Plzeň 8:1[11]
- 06.02.1966: TJG – Litvínov 4:1[12]
- 09.10.1966: TJG – Pardubice 7:5[13]
- 04.12.1966: TJG – Kladno 5:2[14]
- 08.11.1967: Litvínov – TJG 4:7[15]

## Fotbalová kariéra
Hrál dorosteneckou ligu za Spartak ZJŠ Brno (dobový název Zbrojovky). V 70. letech nastupoval za Spartak Nedvědice mj. s dalším bývalým prvoligovým hokejistou Františkem Novákem.

## Úmrtí
Zemřel 6. října 2011 v Brně. Poslední rozloučení s Petrem Bavorem se konalo v pátek 14. října 2011 v Brně.